# Satan's Circus
Satan's Circus è il quarto album in studio del gruppo musicale britannico Death in Vegas, pubblicato nel 2004.

## Tracce
1. Ein für die Damen
2. Zugaga
3. Heil Xanax
4. Black Lead
5. Sons of Rother
6. Candy McKenzie
7. Reigen
8. Kontroll
9. Anita Berber
10. Head
11. Come on Over to Our Side, Softly Softly

Disco bonus (Live at Brixton)
1. Natja
2. Leather
3. Girls
4. Death Threat
5. Rekkit
6. Blood Yawning
7. 23 Lies
8. Flying
9. Dirge
10. Help Yourself
11. Scorpio Rising
12. Hands Around My Throat